# Franz Wiese

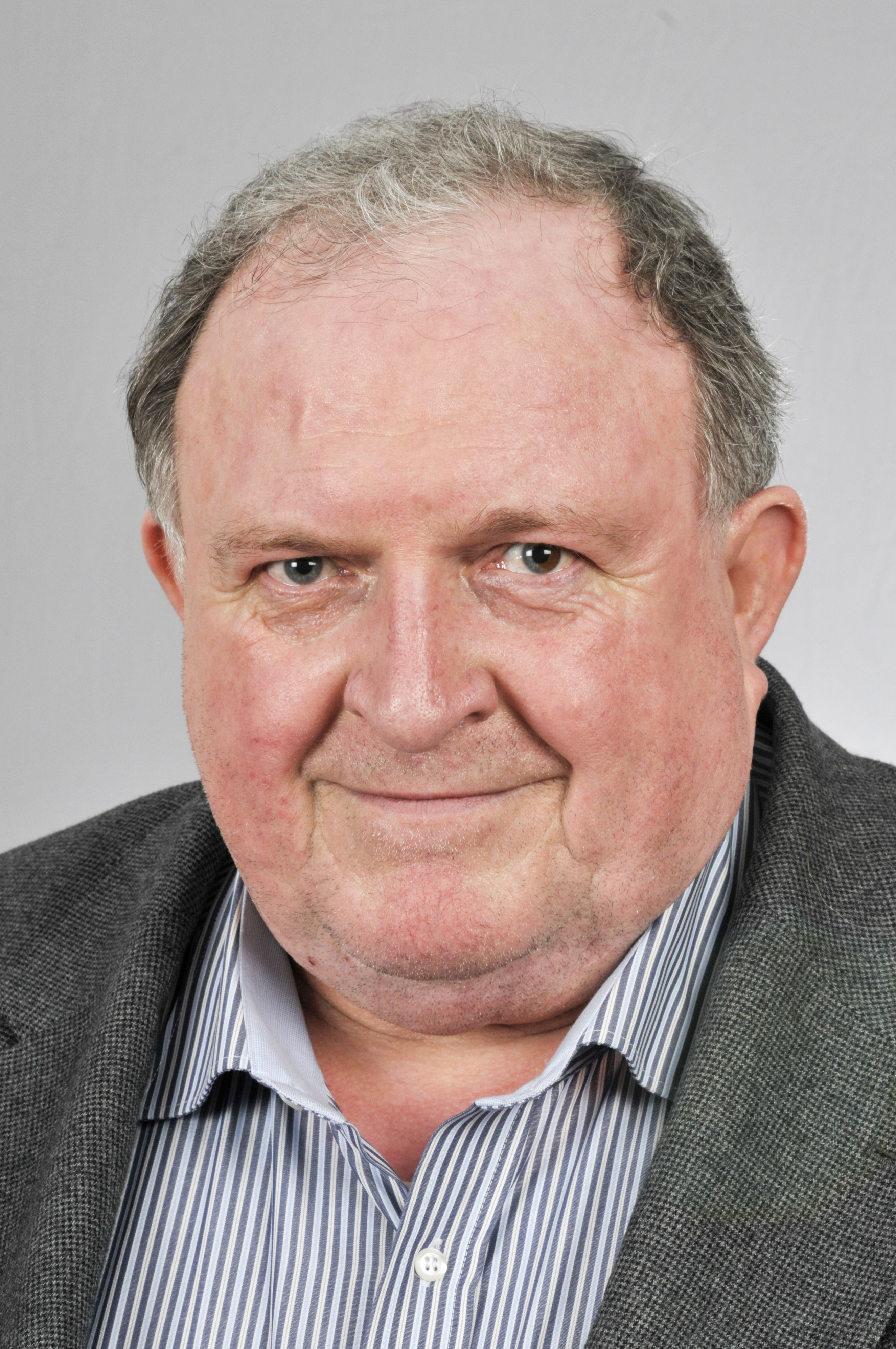
Franz Wiese (2016)

Franz Josef Wiese (* 1. Dezember 1952 in Deggendorf; † 30. Dezember 2021) war ein deutscher Unternehmer und Politiker (AfD). Von 2014 bis zu seinem Tod gehörte er dem Landtag von Brandenburg an. Wiese erlangte Bekanntheit über die Grenzen Brandenburgs hinweg, da ihm seine Abgeordnetendiäten wegen Steuerschulden gepfändet wurden.

## Leben und Beruf
Nach Abschluss der Volksschule und einer Ausbildung zum Fernmelde- und Elektromechaniker absolvierte er ein Studium der Elektro- und Nachrichtentechnik. Wiese arbeitete zunächst als Angestellter und machte sich dann als Textilmaschinenentwickler selbständig. Wiese lebte im Gemeindeteil Wuschewier von Neutrebbin im Landkreis Märkisch-Oderland. Er war getrennt lebend und hatte eine erwachsene Tochter. Er starb am 30. Dezember 2021.

## Politik
Seit 8. April 2013 war er Mitglied der AfD. Er hat mit dem Kreisverband Märkisch-Oderland den ersten Kreisverband der AfD in Brandenburg gegründet und leitete diesen bis zu seiner Abwahl durch einen Misstrauensantrag am 27. März 2015 als Kreisvorsitzender. 2013 war er auf der Landesliste Brandenburg der AfD für die Bundestagswahl auf Platz 12 gelistet. 2014 zog er über Platz 3 der Landesliste der AfD Brandenburg in den Landtag ein. Im März 2015 unterzeichnete er die Erfurter Resolution.
Franz Wiese organisierte seit 2016 regelmäßig Demonstrationen in Berlin unter dem Motto „Merkel muss weg“.
Bei der Landtagswahl 2019 gewann er das Direktmandat im Landtagswahlkreis Märkisch-Oderland IV. Nach seinem Tod rückte Daniela Oeynhausen für ihn in den Landtag nach.
Aufgrund von Steuerschulden Wieses wurde ein Teil seiner Landtagsdiäten durch das Finanzamt gepfändet.
Wiese war Beisitzer im Vorstand der Desiderius-Erasmus-Stiftung.